# Ségalas (Lot-et-Garonne)
Ségalas é uma comuna francesa na região administrativa da Nova Aquitânia, no departamento Lot-et-Garonne. Estende-se por uma área de 12,6 km². Em 2010 a comuna tinha 157 habitantes (densidade: 12,5 hab./km²).